# Đường vành đai

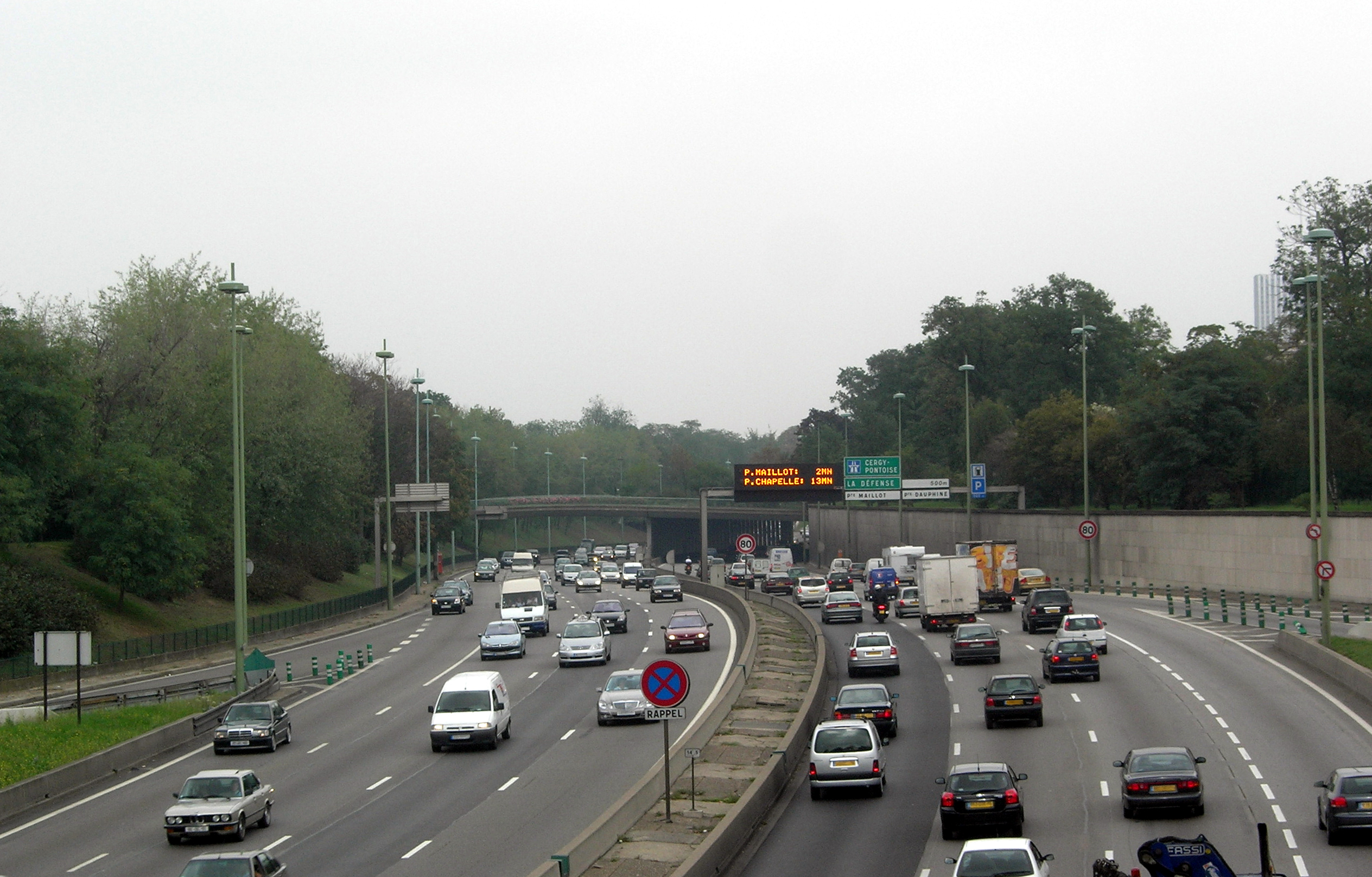
Đại lộ vành đai Paris

Đường vành đai (đôi khi được gọi là đường bao) là một đường bao trọn lấy nội đô, có thể là đường cao tốc đô thị hoặc xa lộ giúp cho các phương tiện tránh việc phải di chuyển trực tiếp vào các đường phố thuộc khu vực nội đô của một thành phố hay vùng đô thị. Đường vành đai được kết nối với các quốc lộ và tỉnh lộ qua các nút giao đồng mức hoặc khác mức tùy theo đặc điểm của từng đô thị.
Mục đích chính của đường vành đai là tạo ra một tuyến đường nhanh hơn để các các luồng phương tiện có thể di chuyển từ hướng này tới hướng khác của thành phố, di chuyển từ thị trấn này tới thị trấn khác của một vùng đô thị, từ tỉnh này tới tỉnh khác mà không xung đột với luồng phương tiện di chuyển trong trung tâm của đô thị.
Chú ý không nên nhầm lẫn giữa khái niệm đường vành đai và đường tránh. Đường vành đai có thể coi là một loại đường tránh nhưng không có định nghĩa ngược lại. Đường vành đai phải bao quanh đô thị trong khi đường tránh có thể chỉ là một trục đường hay đường vòng qua một phần của đô thị nhưng không bao trọn đô thị đó.